# Geoquímica oceânica
| Componente       | Concentração (mol/kg) |
| ---------------- | --------------------- |
| H2O              | 53,6                  |
| Cl-              | 0,546                 |
| Na+              | 0,469                 |
| Mg2+             | 0,0528                |
| SO2-4            | 0,0282                |
| Ca2+             | 0,0103                |
| K+               | 0,0102                |
| C T              | 0,00206               |
| Br-              | 0,000844              |
| B T (boro total) | 0,000416              |
| Sr2+             | 0,000091              |
| F-               | 0,000068              |

Geoquímica oceânica, também conhecida como química oceânica ou oceanografia química, é o estudo da composição química e dos processos dos oceanos, incluindo as interações entre a água do mar, a atmosfera, o fundo do mar e os organismos marinhos. Esse campo abrange uma ampla gama de tópicos, como o ciclo de elementos como carbono, nitrogênio e fósforo, o comportamento de metais em baixas concentrações e o estudo de gases e nutrientes em ambientes aquáticos. A química marinha é essencial para entender ciclos biogeoquímicos globais, a circulação oceânica e os efeitos de atividades humanas, como a poluição e mudanças climáticas, sobre os sistemas oceânicos. O campo também é influenciado por fatores como tectônica de placas, expansão do fundo do mar, turbidez, correntes, sedimentos, níveis de pH, constituintes atmosféricos, atividade metamórfica e ecologia.
A atividade humana tem impactado cada vez mais a química dos oceanos, com poluição industrial e práticas de uso da terra alterando os mares significativamente. O aumento do dióxido de carbono na atmosfera da Terra leva à acidificação dos oceanos, o que prejudica os ecossistemas marinhos. A comunidade internacional reconheceu como prioridade restaurar a química dos oceanos, e para atingir isso, monitora esforços como parte do Objetivo de Desenvolvimento Sustentável 14.
Devido às conexões do oceano com outras áreas, oceanógrafos químicos trabalham em temas que também são relevantes à oceanografia física, geologia e geoquímica, biologia e bioquímica e ciência atmosférica. Muitos deles estão investigando ciclos biogeoquímicos, e o ciclo do carbono marinho em particular atrai interesse significativo devido ao seu papel no sequestro de carbono e na acidificação dos oceanos. Outros tópicos importantes de interesse incluem química analítica dos oceanos, poluição marinha e mudanças climáticas antropogênicas.

## Compostos orgânicos nos oceanos

### Matéria Orgânica Dissolvida (MOD)
A matéria orgânica dissolvida (DOM) inclui moléculas como aminoácidos, açúcares e lipídios dissolvidos na água do mar. É um componente essencial do conjunto de carbono do oceano, representando cerca de 90% do carbono orgânico total em ambientes marinhos.  Estima-se que a matéria orgânica dissolvida colorida (CDOM) componha entre 20 e 70% do carbono dos oceanos, com maiores concentrações próximas aos rios e menor no oceano aberto. O ciclo microbiano, que permite que bactérias reciclem o DOM, é fundamental para o ciclo de nutrientes e a produtividade oceânica. Organismos marinhos, como o fitoplâncton, liberam DOM por meio de processos como excreção e decomposição, e algumas formas de DOM resistentes à degradação microbiana podem persistir no oceano por séculos, auxiliando no armazenamento de carbono.
A vida marinha é muito semelhante em bioquímica aos organismos terrestres, exceto pelo fato de habitarem um ambiente salino. Uma consequência da sua adaptação é que os organismos marinhos são a fonte mais prolífica de compostos orgânicos halogenados.

### Matéria Orgânica Particulada (POM)
A matéria orgânica particulada (POM) consiste em partículas grandes, como organismos, fezes e detritos, que se acumulam na coluna de água. Esse material desempenha um papel crucial na bomba biológica, transferindo carbono da superfície para o fundo do oceano, onde pode ser armazenado por longos períodos. À medida que o POM afunda, bactérias o decompõem, liberando nutrientes e dióxido de carbono. Parte desse material, conhecido como POM refratário, pode atingir o fundo oceânico e contribuir para o sequestro de carbono a longo prazo.

## Ecologia química de extremófilos
O  oceano abriga organismos conhecidos como extremófilos, que prosperam em condições extremas de temperatura, pressão e pouca luz. Esses organismos habitam locais únicos, como fontes hidrotermais, chaminés negras, fontes frias e regiões hipersalinas e bolsas de salmoura de gelo marinho. Alguns cientistas sugerem que a vida pode ter evoluído a partir de fontes hidrotermais no oceano.

Um diagrama mostrando a química do oceano ao redor das fontes hidrotermais profundas

Em fontes hidrotermais e ambientes semelhantes, muitos extremófilos obtêm energia através da quimioautotrofia, utilizando compostos químicos como fontes de energia em vez da luz solar, como ocorre na fotoautotrofia. As fontes hidrotermais enriquecem o ambiente circundante com substâncias químicas, como enxofre elementar, H₂, H₂S, Fe²⁺ e metano. Organismos quimioautotróficos, principalmente procariontes, aproveitam essas substâncias em reações de oxidorredução para obter energia, sustentando os níveis tróficos superiores e formando a base de ecossistemas exclusivos.
Diversos metabolismos ocorrem em ecossistemas de fontes hidrotermais. Muitos microrganismos marinhos, como Thiomicrospira, Halothiobacillus e Beggiatoa, conseguem oxidar compostos de enxofre, como enxofre elementar e o tóxico H₂S, comum em fontes hidrotermais devido às interações entre água do mar e rochas a altas temperaturas. Esse composto é uma fonte crucial de energia, sustentando o ciclo do enxofre nesses ecossistemas. Nas águas frias em torno das fontes, o enxofre pode ser oxidado usando oxigênio como aceptor de elétrons; já próximo às fontes, é preciso utilizar outras vias metabólicas ou aceptores de elétrons alternativos, como o nitrato. Algumas espécies de Thiomicrospira podem oxidar o tiossulfato, gerando enxofre elementar. Além disso, muitos microrganismos marinhos conseguem oxidar ferro, como Mariprofundus ferrooxydans. Esse processo pode ser realizado em ambientes oxigenados ou em condições anóxicas, onde é necessário um aceptor de elétrons, como o nitrato, ou mesmo energia luminosa. Na oxidação do ferro, o Fe(II) atua como doador de elétrons, enquanto o Fe(III) é utilizado por redutores de ferro como aceptor, formando a base do ciclo ferro-redox, que pode ter contribuído para a formação de depósitos de ferro.
Em outra situação extrema, alguns extremófilos marinhos vivem em bolsas de salmoura formadas pelo gelo marinho, onde a temperatura é muito baixa e a salinidade é extremamente elevada. Esses organismos, presos no gelo marinho, precisam adaptar-se a variações bruscas de salinidade, que podem ser até três vezes superiores à da água do mar, além de se ajustarem à salinidade normal quando o gelo derrete. A maioria dos organismos nesses microambientes é fotossintética, o que pode gerar níveis elevados de oxigênio, tornando o ambiente tóxico. Para lidar com isso, esses extremófilos produzem grandes quantidades de antioxidantes.

## Tectônica de placas

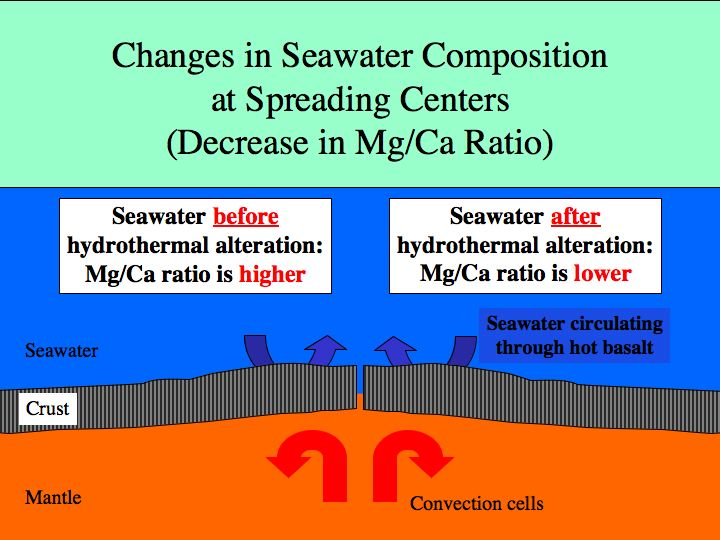
Alterações na proporção de magnésio para cálcio associadas à atividade hidrotermal em locais de dorsais meso-oceânicas

A expansão do fundo do mar nas dorsais meso-oceânicas é um sistema de troca iônica em escala global. As fontes hidrotermais nos centros de expansão introduzem várias quantidades de ferro, enxofre, manganês, silício e outros elementos no oceano, alguns dos quais são reciclados na crosta oceânica. O hélio-3, um isótopo que acompanha o vulcanismo do manto, é emitido por fontes hidrotermais e pode ser detectado em plumas no oceano.
As taxas de propagação nas dorsais meso-oceânicas variam entre 10 e 200 mm/ano. Taxas rápidas de propagação causam aumento nas reações do basalto com a água do mar. A proporção magnésio / cálcio será menor porque mais íons de magnésio estão sendo removidos da água do mar e consumidos pela rocha, e mais íons de cálcio estão sendo removidos da rocha e liberados na água do mar. A atividade hidrotermal na crista da serra é eficiente na remoção de magnésio. Uma menor relação Mg/Ca favorece a precipitação de polimorfos de calcita de baixo teor de Mg de carbonato de cálcio (mares de calcita).
A propagação lenta nas dorsais meso-oceânicas tem o efeito oposto e resultará numa relação Mg/Ca mais elevada, favorecendo a precipitação de aragonita e de polimorfos de calcite com alto teor de Mg do carbonato de cálcio (mares de aragonita).
Experimentos mostram que a maioria dos organismos modernos com alto teor de Mg de calcita teriam sido calcita com baixo teor de Mg em mares de calcita do passado, o que significa que a proporção Mg/Ca no esqueleto de um organismo varia com a proporção Mg/Ca da água do mar em que foi cultivado.
A mineralogia dos organismos construtores de recifes e produtores de sedimentos é, portanto, regulada por reações químicas que ocorrem ao longo da dorsal meso-oceânica, cuja taxa é controlada pela taxa de expansão do fundo do mar.

## Impactos humanos

### Poluição marinha
Poluição marinha ocorre quando substâncias usadas ou liberadas por atividades humanas, como resíduos industriais, agrícolas e domésticos, partículas, ruídos, excesso de dióxido de carbono ou organismos invasores, entram nos oceanos e causam impactos prejudiciais. Cerca de 80% desses resíduos têm origem em atividades realizadas em terra, embora o transporte marítimo também tenha uma contribuição significativa. Essa poluição é composta por uma combinação de produtos químicos e lixo, que, na maioria das vezes, vêm de fontes terrestres, sendo carregados para o mar por meio da água ou do vento.
Os danos causados incluem prejuízos ao meio ambiente, à saúde dos organismos e às economias globais. Como grande parte dos poluentes vem de rios, esgotos ou da atmosfera, as plataformas continentais são as mais afetadas. A poluição atmosférica também é um fator importante, transportando elementos como ferro, ácido carbônico, nitrogênio, silício, enxofre, pesticidas e partículas de poeira para os oceanos.
Essa poluição geralmente tem origem em fontes difusas, como o escoamento de áreas agrícolas, detritos transportados pelo vento e poeira. Esses poluentes acabam nos oceanos principalmente através dos rios, mas também podem ser levados diretamente pelo vento. As principais vias de contaminação incluem descargas diretas, escoamento terrestre, poluição por barcos, resíduos dos porões de navios, emissões atmosféricas e, potencialmente, atividades de mineração em águas profundas.
Os tipos de poluição marinha podem ser classificados em diferentes categorias, como detritos marinhos, poluição plástica (incluindo microplásticos), acidificação dos oceanos, poluição por nutrientes, toxinas e ruídos subaquáticos. A poluição plástica é uma forma de contaminação causada por plásticos nos oceanos, variando desde itens maiores, como garrafas e sacolas, até microplásticos resultantes da fragmentação de materiais maiores. O lixo marinho é composto, principalmente, por resíduos descartados por humanos, que flutuam ou permanecem suspensos na água. Esse tipo de poluição representa um sério risco para a vida marinha.
Outro problema significativo é o escoamento de nutrientes, como nitrogênio e fósforo, provenientes da agricultura intensiva e do despejo de esgoto não tratado ou parcialmente tratado em rios e, consequentemente, nos oceanos. Esses nutrientes, presentes em fertilizantes, estimulam o crescimento de fitoplâncton e macroalgas, o que pode desencadear proliferações de algas nocivas (eutrofização). Essa situação é prejudicial tanto para os seres humanos quanto para a vida marinha, podendo sufocar recifes de corais sensíveis e levar à perda de biodiversidade. Além disso, a decomposição das algas em excesso consome oxigênio das águas costeiras, agravando o problema, especialmente em um cenário de mudanças climáticas que dificulta a circulação das camadas de água.
Produtos químicos tóxicos também podem se fixar em pequenas partículas que são ingeridas por organismos como plâncton e animais bentônicos, muitos dos quais são filtradores ou alimentadores de depósitos. Isso resulta na concentração dessas toxinas nas cadeias alimentares marinhas. Pesticidas introduzidos no ecossistema marinho são rapidamente absorvidos pelas cadeias alimentares, podendo causar mutações e doenças que afetam tanto os seres humanos quanto os ecossistemas. Metais tóxicos também entram nas cadeias alimentares, provocando alterações nos tecidos, na bioquímica, no comportamento, na reprodução e no crescimento da vida marinha.

### Mudanças climáticas
O aumento dos níveis de dióxido de carbono, principalmente devido à queima de combustíveis fósseis, está mudando a química dos oceanos. O aquecimento global e as alterações na salinidade têm implicações significativas para a ecologia dos ambientes marinhos.

#### Desoxigenação
A desoxigenação oceânica, fenômeno também conhecido pelo seu nome técnico hipóxia oceânica, é descrita pela redução do nível de gás oxigênio (O2) dissolvido nas águas marinhas. Pode ocorrer naturalmente, mas suas principais causas derivam das atividades humanas, entre elas destacadamente o uso de fertilizantes agrícolas, que acabam carregados para o mar e ali desencadeiam várias reações adversas, e as crescentes emissões de gás carbônico (CO2) para a atmosfera, pela queima de combustíveis fósseis, desmatamento e processos industriais, emissões que tem sido ao mesmo tempo o principal gerador do aquecimento global.

## História

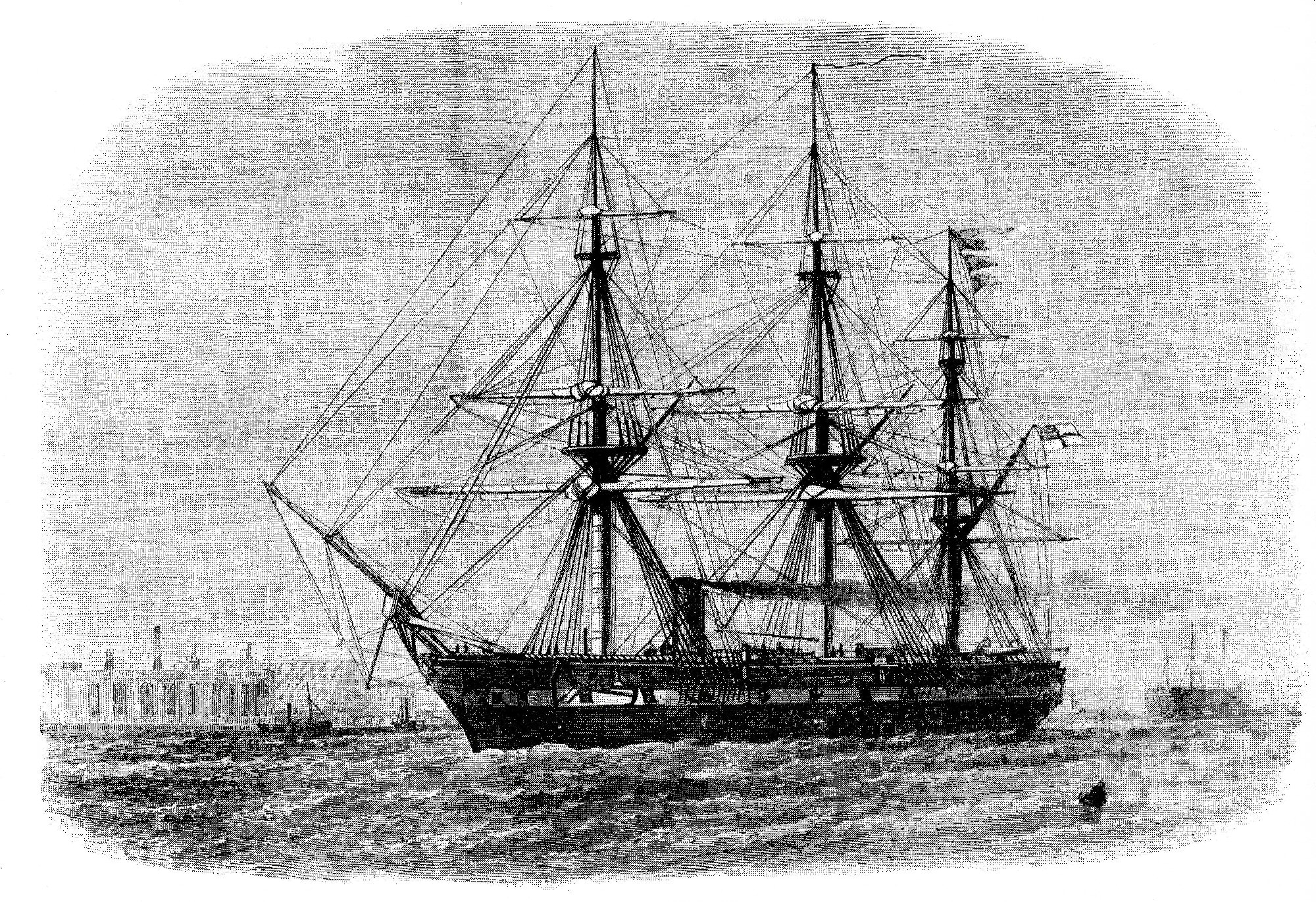
HMS Challenger (1858)

As primeiras investigações sobre química marinha geralmente se preocupavam com a origem da salinidade no oceano, incluindo o trabalho de Robert Boyle. A oceanografia química moderna começou como um campo com a expedição Challenger de 1872-1876, liderada pela Marinha Real Britânica, que fez as primeiras medições sistemáticas da química dos oceanos. A análise química destas amostras, liderada por John Murray e George Forchhammer, proporcionou o primeiro estudo sistemático da composição da água do mar, levando a uma melhor compreensão de elementos como cloreto, sódio e sulfato nas águas oceânicas
O início do século XX viu grandes avanços na química marinha, particularmente com o desenvolvimento de técnicas analíticas mais precisas. Cientistas como Martin Knudsen criaram a Garrafa de Knudsen, um instrumento usado para coletar amostras de água de diferentes profundidades oceânicas. Nas últimas três décadas (1970, 1980 e 1990), uma avaliação abrangente dos avanços na oceanografia química foi compilada por uma iniciativa da National Science Foundation conhecida como Futures of Ocean Chemistry in the United States (FOCUS). Este projeto reuniu vários oceanógrafos químicos, químicos marinhos e geoquímicos de destaque para contribuir com o relatório FOCUS.
Após a Segunda Guerra Mundial, os avanços nas técnicas geoquímicas impulsionaram a química marinha para uma nova era. Pesquisadores começaram a usar análise isotópica para estudar a circulação oceânica e o ciclo do carbono. Roger Revelle e Hans Suess foram pioneiros no uso da datação por radiocarbono para investigar reservatórios oceânicos de carbono e suas trocas com a atmosfera.
Desde a década de 1970, o desenvolvimento de instrumentos altamente sofisticados e modelos computacionais revolucionou a química marinha. Os cientistas agora podem medir metais traço, compostos orgânicos e proporções isotópicas com precisão sem precedentes. Estudos dos ciclos biogeoquímicos marinhos, incluindo os ciclos do carbono, nitrogênio e enxofre, tornaram-se essenciais para a compreensão das mudanças climáticas globais. O uso da tecnologia de sensoriamento remoto e de programas globais de observação oceânica, como o Programa Internacional Geosfera-Biosfera (IGBP), forneceu dados em larga escala sobre a química dos oceanos, permitindo aos cientistas monitorizar a acidificação dos oceanos, a desoxigenação e outras questões críticas que afectam o ambiente marinho.

## Ferramentas utilizadas para análise
Oceanógrafos químicos coletam e medem produtos químicos na água do mar, usando o conjunto de ferramentas padrão da química analítica, bem como instrumentos como medidores de pH, medidores de condutividade elétrica, fluorômetros e medidores de CO₂ dissolvido. A maioria dos dados é coletada por meio de medições a bordo e de flutuadores ou bóias autônomas, mas o sensoriamento remoto também é usado. Em um navio de pesquisa oceanográfica, um CTD é usado para medir condutividade elétrica, temperatura e pressão, e geralmente é montado em uma roseta de garrafas Nansen para coletar água do mar para análise. Os sedimentos são comumente estudados com um perfurador de caixa ou uma armadilha de sedimentos, e sedimentos mais antigos podem ser recuperados por perfuração científica.
Ferramentas analíticas avançadas, como espectrômetros de massa e cromatógrafos, são usadas para detectar oligoelementos, isótopos e compostos orgânicos, permitindo a medição precisa de nutrientes, gases e poluentes em ambientes marinhos. Nos últimos anos, os veículos subaquáticos autónomos (AUV) e a tecnologia de sensoriamento remoto permitiram a monitorização contínua e em larga escala da química dos oceanos, particularmente para monitorizar as alterações na acidificação dos oceanos e nos ciclos de nutrientes.

## Química marinha em outros planetas e suas luas
A química do oceano subterrâneo da Europa pode ser semelhante à da Terra. O oceano subterrâneo de Encélado libera hidrogênio e dióxido de carbono para o espaço.